# 诺维扬欧普雷
诺维扬欧普雷（法語：Noviant-aux-Prés，法語發音：[nɔvjɑ̃ o pʁe]）是法国默尔特-摩泽尔省的一个市镇，属于图勒区。

## 地理
诺维扬欧普雷（48°50'26"N, 5°52'55"E）面积11.19 平方千米，位于法国大東部大區默尔特-摩泽尔省，该省份为法国东北部内陆省份，是洛林的一部分，北邻比利时、卢森堡，北起顺时针与摩泽尔省、下莱茵省、孚日省和默兹省接壤。
与诺维扬欧普雷接壤的市镇（或旧市镇、城区）包括：贝尔内库尔、弗利雷、格罗鲁夫尔、利梅雷默诺维尔、利龙维尔、马农维尔、米诺维尔。

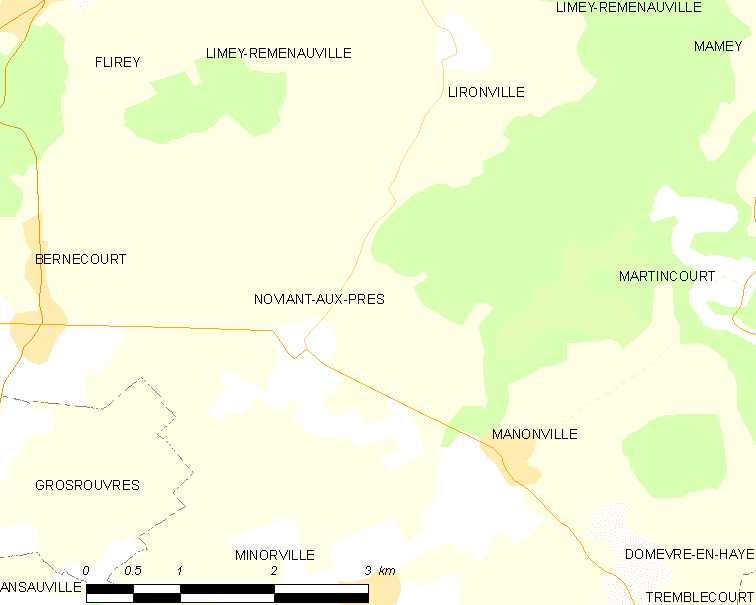
诺维扬欧普雷的OSM定位图

诺维扬欧普雷的时区为UTC+01:00、UTC+02:00（夏令时）。

## 行政
诺维扬欧普雷的邮政编码为54385，INSEE市镇编码为54404。

## 政治
诺维扬欧普雷所属的省级选区为北图卢瓦县。

## 人口

1962-2008年间诺维扬欧普雷人口变化图示

诺维扬欧普雷于2022年1月1日时的人口数量为233人。